# Retrat del general Nicolas Philippe Guye
El retrat del general Nicolas Philippe Guye (1810) és un oli sobre tela de Francisco de Goya. Representa el general napoleònic Nicolas Philippe Guye, conseller de Josep Bonaparte a Espanya durant l'ocupació durant el Primer Imperi.